# Spieszczenie
Spieszczenie – wyraz nadający pieszczotliwą formę wypowiedzi oraz określający stosunek osoby mówiącej do przedmiotu/osoby nazywanej. W funkcji spieszczeń bywają używane często zdrobnienia. Istnieją jednak także osobne formacje hipokrystyczne tworzone za pomocą specjalnych sufiksów przy znacznych zwykle modyfikacjach podstawy słowotwórczej.